# 1905年の相撲
1905年の相撲（1905ねんのすもう）は、1905年の相撲関係のできごとについて述べる。
1904年-1905年-1906年

## できごと
- 明治大学相撲部創部。

## 本場所など
- 1月場所（東京相撲）[1]
  - 興行場所:本所回向院
  - 1月21日より晴天10日間興行
- 1月場所（大阪相撲）[2]
  - 興行場所:南地南海駅前
  - 晴天10日間興行
- 5月場所（東京相撲）[3]
  - 興行場所:本所回向院
  - 5月20日より晴天10日間興行
- 6月場所（大阪相撲）[4]
  - 興行場所:難波新川土橋西詰
  - 6月13日より晴天10日間興行
- 9月場所（東京大阪合併相撲）[5]
  - 興行場所:四条河原
  - 8月10日より興行
- 9月場所（東京大阪合併相撲）[6]
  - 興行場所:難波新川
  - 晴天10日間興行
    - 7日目で打ち上げ。

## 誕生
- 1月1日 - 大鶴多喜之助（最高位：十両7枚目、所属：荒磯部屋→春日野部屋、+ 没年不明）
- 1月3日 - 大和錦幸男（最高位：前頭4枚目、所属：出羽海部屋、+ 1970年【昭和45年】）[7]
- 3月11日 - 七尾潟直右エ門（最高位：十両筆頭、所属：立浪部屋、+ 1943年【昭和18年】）
- 3月27日 - 秋田嶽由藏（最高位：十両4枚目、所属：春日野部屋、+ 1940年【昭和15年】）
- 3月30日 - 常曻正（最高位：十両筆頭、所属：出羽海部屋、+ 没年不明）
- 6月1日 - 幡瀬川邦七郎（最高位：関脇、所属：楯山部屋→伊勢ヶ濱部屋、+ 1974年【昭和49年】）[8]
- 7月17日 - 可愛嶽実男（最高位：十両4枚目、所属：出羽海部屋、+ 没年不明）
- 8月18日 - 旭川幸之焏（最高位：関脇、所属：立浪部屋、+ 1978年【昭和53年】）[9]

## 死去
- 2月5日 - 5代木村瀬平（立行司（現役没）、年寄：木村瀬平（二枚鑑札）、* 1837年【天保8年】）